# Shahkot (Pakistán)
Shahkot es una localidad de Pakistán, en la provincia de Punyab.

## Demografía
Según estimación 2010 contaba con 58.832 habitantes.